# Imri Ziv
Imri Ziv, (en hébreu : אימרי זיו), né le 12 septembre 1991 à Hod Hasharon, est un chanteur israélien qui représente Israël au Concours Eurovision de la chanson 2017. Il est arrivé troisième sur dix-huit lors de deuxième demi-finale avec 207 points, ce qui le conduit en finale. Deux jours après, lors de la finale, il termine 23e sur 26 avec 39 points. Imri a aussi participé en 2015 en tant que chanteur accompagnant Nadav Guedj, qui est arrivé 9e lors de la finale et en 2016 pour Hovi Star qui finira 14e.